# Мальмор-сюр-Коррез (кантон)
Мальмо́р-сюр-Корре́з (фр. Malemort-sur-Corrèze) — кантон во Франции, находится в регионе Лимузен, департамент Коррез. Входит в состав округа Брив-ла-Гайярд.
Код INSEE кантона — 1934. Всего в кантон Мальмор-сюр-Коррез входят 6 коммун, из них главной коммуной является Мальмор-сюр-Коррез.

## Коммуны кантона
| Коммуна            | Население, чел. (2007) | Почтовый индекс | Код INSEE |
| ------------------ | ---------------------- | --------------- | --------- |
| Варец              | 2 109                  | 19240           | 19278     |
| Венарсаль          | 428                    | 19360           | 19282     |
| Даннья             | 648                    | 19360           | 19068     |
| Ла-Шапель-о-Брок   | 366                    | 19360           | 19043     |
| Мальмор-сюр-Коррез | 7 174                  | 19360           | 19123     |
| Юссак              | 3 566                  | 19270           | 19274     |

## Население
Население кантона на 2007 год составляло 14 291 человек.
| 1962  | 1968  | 1975  | 1982   | 1990   | 1999   | 2006   | 2007   |
| ----- | ----- | ----- | ------ | ------ | ------ | ------ | ------ |
| 5 686 | 6 599 | 8 622 | 10 763 | 12 355 | 13 004 | 13 907 | 14 291 |